# Mimocoptosia iraniensis
Mimocoptosia iraniensis är en skalbaggsart som först beskrevs av Stefan von Breuning och Jean François Villiers 1972.  Mimocoptosia iraniensis ingår i släktet Mimocoptosia och familjen långhorningar.
Artens utbredningsområde är Iran. Inga underarter finns listade i Catalogue of Life.